# 巴特奥尔德斯洛车站
巴特奥尔德斯洛车站（德語：Bahnhof Bad Oldesloe）是德国北部城市巴特奥尔德斯洛最为重要的火车站，在德国铁路车站分级中被德铁车站及服务归类为二等车站。它早在1865年便落成于同年通车的吕贝克－汉堡铁路边上。自1875年起，车站改变形式为分岔站，因为这一年在此开通了前往新明斯特的支线。1887年和1897年相继建成的、分别通往拉策堡和施瓦岑贝克的线路如今均已停用。而埃尔姆斯霍恩－巴特奥尔德斯洛铁路则仅可至布鲁门多夫之间作为货运的工业专用线运行。地方的公共短途客运则由巴特奥尔德斯洛城市公共服务负责。